# 66th Military Intelligence Brigade
Die 66th Military Intelligence Brigade ist eine Brigade des Nachrichtendienstes der United States Army, unterstellt dem  United States Army Intelligence and Security Command und stationiert in der Lucius D. Clay-Kaserne in Wiesbaden-Erbenheim.

## Organisation
Die 66th Military Intelligence Brigade besteht aus:
- - Headquarters & Headquarters Company (Stab und Stabskompanie), in Wiesbaden
  - 1st Military Intelligence Battalion (United States) (Aerial Exploitation), in Wiesbaden
  - 2nd Military Intelligence Battalion, in Wiesbaden
  - 24th Military Intelligence Battalion
  - 709th Military Intelligence Battalion, RAF Menwith Hill, (Großbritannien)
  - 323rd Military Intelligence Battalion, Fort Meade, Maryland (US Army Reserve)

Die Brigade wurde bis 2012 von Colonel Greg Zellmer kommandiert. Command Sergeant Major war Panapa R. Willis. Commander of Troops: LTC Reid W. Webber.
2012 erfolgte die Ablösung durch den Incoming Commander Colonel Kenneth A. Rector.
Vom 27. Juni 2014 bis 22. Juli 2016 wurde die Brigade geführt durch Colonel David W. Pendall. 
Vom 22. Juli 2016 war Colonel Devon Blake als Erste Frau Kommandeurin der Einheit und wurde am 10. Juli 2018 durch Colonel Gregory L. Holden turnusgemäß abgelöst.
Command Sergeant Major ist Chris Matthews Sr.

## Auftrag
Die Brigade unterstützt militärnachrichtendienstlich die US Army Europe und US Army Africa.

## Ärmelabzeichen

### Beschreibung
Ein, auf der Spitze stehendes silbergraues Hexagon mit einem orientalblauen Rand und den Abmessungen von 7,62 cm über die Spitzen und 6,67 cm über die Flanken. Das orientalblaue Feld trägt eine gelbe Sphinx, über die ein stehender, silbergrauer Dolch mit schwarzem Griff gelegt ist.

### Symbolismus
Orientalblau und Silbergrau repräsentieren Loyalität und Entschlossenheit und sind die Farben des militärischen Nachrichtendienstes. Gelb bzw. Gold sollen das Exzellente der Branche symbolisieren. Die hexagonale Form des Abzeichens steht für die Nummerierung der Einheit. Die Sphinx, ein traditionelles Symbol der militärischen Feindaufklärung, stellt Überwachung, Klugheit und Verschwiegenheit dar. Der blanke Dolch reflektiert die aggressiven und schützenden Grundvoraussetzungen der Branche und die Elemente von physischer Gefahr, die mit den Aufgaben der Einheit verbunden sind.

### Hintergrund
Das Ärmelabzeichen wurde am 27. August 1987 für die 66th Military Intelligence Brigade genehmigt und am 17. Juli 2002 wieder eingezogen. Am 18. Juni 2003 wurde es erneut genehmigt und als grundsätzliche Ausnahme der 66th Military Intelligence Group zugeteilt. (TIOH Drawing Number A-1-740)

## Abzeichen auf den Schulterklappen

### Beschreibung
Ein aus goldfarbenem Metall und Emaille bestehendes Abzeichen mit einem Durchmesser von ca. 3 cm. Es besteht aus einem auf der Spitze stehenden Sechseck mit einem schachbrettartigen Muster aus sechs schwarzen und weißen Feldern. Darübergelegt ist ein weiteres, kleineres Sechseck mit der flachen Seite nach oben, mit neun schachbrettartigen Feldern in Gold und Blau. Im zentralen  blauen Feld befindet sich der nach rechts blickende Kopf einer Sphinx. Um die untere Hälfte des Abzeichens ist ein goldenes Schriftband gelegt mit der Inschrift in blauen Lettern: „HONOR VALOR AND SECURITY“ (Ehre Wagemut und Sicherheit.)

### Symbolisierung
Die schwarzen und weißen Felder stehen für Aufklärung und Erkennung bei Tag und Nacht überall auf der Welt. Das Schachbrettmuster steht für die taktischen und strategischen Möglichkeiten der Einheit in der Feindaufklärung. Die Sphinx ist ein traditionelles Symbol für den militärischen Nachrichtendienst und steht für Überwachung, Klugheit und Verschwiegenheit.

### Hintergrund
Das sogenannte ständige Abzeichen wird auf den Schulterklappen der Ausgehuniform (und früher auch auf den Kragen der Felduniform und an der Feldmütze) getragen. Es wurde am 16. Juli 1969 für die 66th Military Intelligence Group genehmigt. Am 8. Oktober 1986 wurde es dann auf die  66th Military Intelligence Brigade und am 16. Oktober 2002 auf die 66th Military Intelligence Group übertragen.

## Geschichte
- Aufgestellt: 21. Juni 1944 in der Armee der Vereinigten Staaten als „66th Counter Intelligence Corps Detachment“.
- Indienststellung: 1. Juli 1944 in Camp Rucker, Alabama.
- Außerdienststellung: 12. November 1945 in Camp Kilmer, New Jersey.
- Wiederindienststellung: 10. November 1949 in Deutschland
- Am 20. September 1951 der regulären Armee zugeteilt
- Umgegliedert und umbenannt am  20. Dezember 1952 in 66th Counter Intelligence Corps Group.
- Umgegliedert und umbenannt am 1. Januar  1960 in  66th Military Intelligence Group.
- Umbenannt am 25. Juli 1961 in 66th Intelligence Corps Group.
- Umbenannt am 15. Oktober 1966 in 66th Military Intelligence Group.
- Umgegliedert und umbenannt am 16. Oktober 1986 in Headquarters und Headquarters Company, 66th Military Intelligence Brigade.
- Umgegliedert und umbenannt am 16. Oktober 1992 in Headquarters und Headquarters Detachment, 66th Military Intelligence Brigade.
- Außerdienststellung am: 16. Juli 1995 in Augsburg.
- Reaktivierung am 28. Februar  2002 als Headquarters and Headquarters Detachment, 66th Military Intelligence Group.
- Indienststellung am: 17. Oktober 2002 in Darmstadt.[7]
- Umzug der Einheit im September 2008 von Darmstadt nach Wiesbaden-Erbenheim in die Clay Kaserne.